# フアン・ホセ・ミリャス
フアン・ホセ・ミリャス（Juan José Millás, 1946年1月31日 - ）は、スペイン・バレンシア出身の小説家・ジャーナリスト。

## 略歴
- 1946年、バレンシアに生まれる。
- 1990年、La soledad era esto によりナダール賞を受賞。
- 2007年、自伝的な小説 El mundo によりプラネータ賞を受賞。

## 作品
- 1975 - Cerbero son las sombras
- 1983 - Papel mojado
- 1990 - La soledad era esto
- 2007 - El mundo
- 2010 - Lo que sé de los hombrecillos
- 2012 - Vidas al límite
- 2014 - La Mujer Loca